# تخت طاووس (قاجاری)

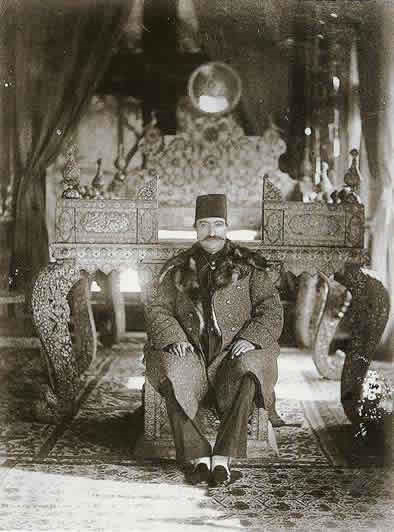
نشستن ناصرالدین‌شاه بر روی تخت طاووس

تَختِ طاووس که در آغاز «تخت خورشید» نام داشت، یکی از تخت‌های جواهر نشان سلطنتی کشور ایران است که به مباشرت حاجی محمدحسین‌خان صدر اصفهانی (نظام الدوله)، صدر اعظم فتحعلی‌شاه و به فرمان فتحعلی‌شاه در سال ۱۲۱۶ هجری قمری توسط جواهرسازان اصفهان ساخته شد.
در ابتدا این تخت، تخت خورشید نام داشت و دلیل این نام‌گذاری، وجود صفحه‌ای آینه‌ای به شکل یک خورشید روی این تخت بوده‌است. از سال ۱۲۲۴ قمری، از نخستین شب ازدواج فتحعلی شاه قاجار با طاووس خانم تاج‌الدوله (که پانزده ساله بود) بر روی این تخت، تخت به نام وی، تخت طاووس نامیده شد. تخت مذکور تا سال ۱۳۶۰ در کاخ موزه گلستان نگهداری می‌گردید. در تاریخ ۱۷ شهریور ۱۳۶۰ به خزانۀ موزه جواهرات ملی ایران، موزۀ بانک مرکزی جمهوری اسلامی ایران انتقال یافت. این تخت هم‌اکنون در موزه جواهرات ملی ایران است.
این تخت با تخت طاووس (نادری) که نادرشاه افشار به همراه جواهرات کوه نور و دریای نور از نبرد هندوستان با خود به ایران آورد، تفاوت دارد. تخت طاووس نادری با مرگ وی توسط غارتگران تخریب و به یغما برده شد. همچنین نمونۀ جایگزین و دگر (بدل) این تخت کنار بدل تخت نادری در تالار سلام واقع در کاخ موزه گلستان نگهداری می‌شود.

## حاشیه
- در زمان سلطنت محمدرضا شاه پهلوی، خیابان شهید مطهری کنونی، خیابان تخت طاووس نامیده می‌شد.